# Pro Wrestling Syndicate
La Pro Wrestling Syndicate (PWS) è una federazione di wrestling nata nel 2007, fondata da Eric Pleska. Dal 2012 è passata nelle mani di Pat Buck. La federazione ospita nei suoi show star di un certo livello, come Matt Hardy, Sami Callihan e Anthony Nese ed ha tre titoli propri.

## Albo d'oro
| Titolo                       | Campione           | Precedente                | Data vinto      | Luogo    |
| ---------------------------- | ------------------ | ------------------------- | --------------- | -------- |
| PWS Heavyweight Championship | Kevin Matthews     | Matt Hardy                | 9 febbraio 2013 | Metuchen |
| PWS Tag Team Championship    | DJ Phat Pat e Fala | Mark Modest e Mike Matixx | 12 ottobre 2012 | Rahway   |
| PWS Tri-State Championship   | Alex Reynolds      | Star Man                  | 9 febbraio 2013 | Metuchen |